# 東京ディズニーランド

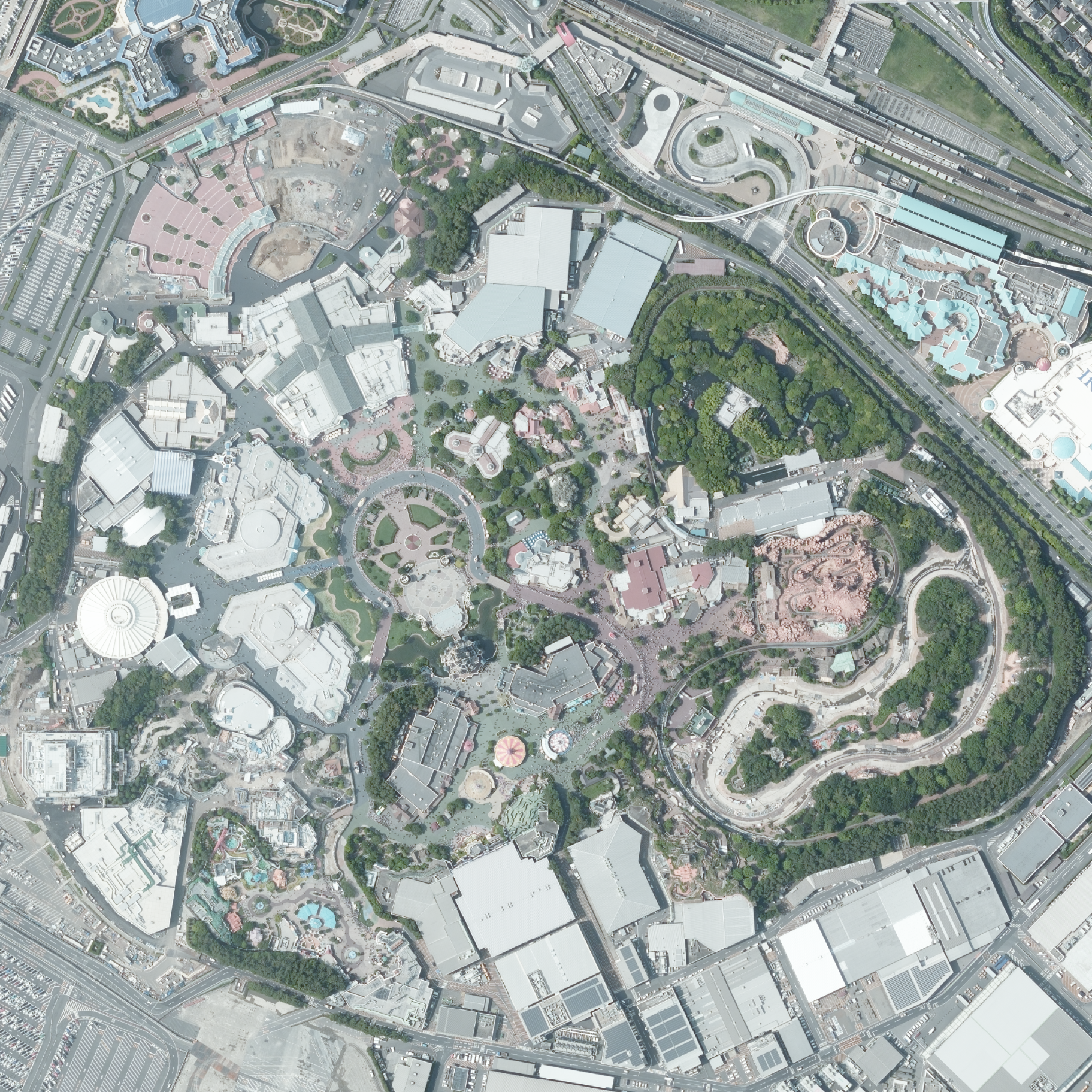
東京ディズニーランドの空撮（2019年）

東京ディズニーランド（Tokyo Disneyland、略称: TDL）は、千葉県浦安市にある東京ディズニーリゾート内のテーマパーク。
アメリカ以外で建設された最初のディズニー・パークで、1983年4月15日にオープンした。オリエンタルランドが所有し、ウォルト・ディズニー・カンパニーからテーマのライセンスを受けている。東京ディズニーランドとその関連パークである東京ディズニーシーは、ウォルト・ディズニー・カンパニーが完全または部分的に所有していない唯一のディズニー・パークである。
年間来場者数は日本のテーマパーク・遊園地の中で第二位の1510万人で、世界の中でも、フロリダ州のウォルト・ディズニー・ワールド・リゾートのマジック・キングダム、カリフォルニア州のディズニーランド・リゾートのディズニーランド・パーク、日本の大阪にあるユニバーサル・スタジオ・ジャパンに次ぐ世界第4位の多さを誇る。

## 歴史

### 開業まで
長年にわたり、日本企業のオリエンタルランド社は日本版ディズニーパークの誘致を米国ディズニー社に打診していた。しかし、当時のウォルト・ディズニー・プロダクションズ（現・ウォルト・ディズニー・カンパニー）が、エプコット・センター（現・エプコット、フロリダ州オーランド）を建設中であったことや、多額の投資を必要とする海外テーマパークの経営リスク、奈良ドリームランドの著作権侵害問題などから、米国ディズニー社は、日本版ディズニーランドの直接経営には非常に消極的であった。
そこで日本版ディズニーパークの計画を熱望するオリエンタルランド社は、米国ディズニーとライセンス契約を結び日本版ディズニーランドの建設を行うこととなった。この契約では、米国ディズニー側がパークの設計、運営の指導、クオリティーおよび版権の管理を行うとともにライセンス契約料を受け取り、オリエンタルランド社側が、パークの建設費や運営費などすべての費用を負担するという方式を採用した。この契約は、細かな見直しを除けば現在までほぼ一貫して同じである。また東京ディズニーランド開業後、ディズニーランド・パリ、香港ディズニーランド・リゾートが開業しているが、2020年現在、一番新しい上海ディズニーランドを含め世界で6つあるディズニーのテーマリゾートのうち、パーク運営会社にディズニーが出資しないライセンス形式の運営を行っているのは東京ディズニーリゾートのみである。
日本版ディズニーパークの建設にあたり、オリエンタルランドおよび米国ディズニー社は、米国版ディズニーパークの完全再現にこだわっていたが、ディズニーパークの設計を行う専門組織であるWEDエンタープライズ（現・ウォルト・ディズニー・イマジニアリング）は当時その多くのリソースをフロリダ州のエプコット・センター （現・エプコット）に投入していたため、東京ディズニーランドのパーク施設のデザインは、その大半がフロリダ州オーランドのウォルト・ディズニー・ワールド・リゾートのマジック・キングダムと同じとなっている。特にシンボルキャッスルにおいては、マジック・キングダムと同じ「シンデレラ城」を採用するに至っている。
当時の日本版パークの建設現場では、日本版と米国版パークとの不一致が多数発生した。これは米国ディズニー社側にあった図面に米国版パーク建設中の急な変更が完全に反映されていなかったことが原因とされている。オリジナルである米国ディズニーパークをより忠実に日本版に再現するため、日本側のスタッフは、何度も米国に赴き米国版パークを実測し、それをもとに新たな設計図面が起こされた。
それらの図面類は日本の建築基準法やディズニーの機密保持などの関係もあり、東京ディズニーランド内にある「ドキュメントコントロールセンター」と呼ばれる部署で集中管理され、施設改修時には随時最新版に差し替えられ、すべての図面類をここで保管している。なお、世界のディズニーパークでこのような形で図面を集中管理するようになったのは、東京ディズニーランドが初めてである。
パークの名称については、決定時点ではディズニーとオリエンタルランドの名称を合わせた「オリエンタルディズニーランド（Oriental Disneyland）」や日本を意識した「ディズニーランド・ジャパン（Disneyland Japan）」なども候補に挙がったが、最終的には世界的に有名な都市「東京」圏内にあり、名称で所在地が明確になるなどの理由からで「東京ディズニーランド（Tokyo Disneyland）」に決定したとされている。
略称の「TDL」は開園してから10年間は余り浸透せず、新聞報道でも「デ・ランド」や「東京・D・ランド」などの略称を使用していた新聞社も存在した。

### 建設候補地
建設候補地は京成電鉄・三井不動産連合（オリエンタルランド）が推していた千葉県東葛飾郡浦安町（現・浦安市）のほか、長野県下伊那郡大鹿村、三菱地所が推していた静岡県清水市（現・静岡市清水区）・御殿場市、神奈川県横浜市・川崎市、千葉県我孫子市、茨城県那珂湊市（現・ひたちなか市）、岩手県盛岡市などがあった。しかし、東京都心に近い立地のよさに加え、かつて行徳塩田と呼ばれ、塩田独特の少雨・乾燥の気候であったため、ディズニー側はかなり早い段階から浦安町に決めていた。しかし、誘致合戦でオリエンタルランドからよりよい条件を引き出すために最後まで大鹿村・清水市の2か所を候補地として残し、最終的にディズニー首脳陣は日本の象徴である富士山が常に見える清水市では人工物が引き立たなくなってしまうと言う表向きの理由をつけて、現在の地である舞浜に決定した。

### 沿革
肩書き等は全て当時のもの。
- 1957年（昭和32年）5月 - 三越日本橋本店屋上で日本初のこどもの夢の国!楽しいディズニーランド（期間限定、米ウォルト・ディズニー・カンパニー認可）が開園。同年7月閉園[10]。
- 1974年（昭和49年）12月6日 - ドン・B・テータム会長、E・カードン・ウォーカー社長ら来日[11]。
- 1977年（昭和52年）3月23日 - 正式名称「東京ディズニーランド」と決定[11]。
- 1979年（昭和54年）4月 - ウォルト・ディズニー・プロダクションズ（当時）と最終契約。
- 1980年（昭和55年）12月3日 - 起工式、土木・植栽工事が開始。
- 1981年（昭和56年）
  - 4月 - 建設工事が開始。東葛飾郡浦安町が市制を施行し「浦安市」となる。
  - 10月 - 参加企業15社が決定。
- 1982年（昭和57年）
  - 4月 - アトラクション据え付け工事が開始。
  - 9月 - シンデレラ城最先端の塔の据え付けが完了。
  - 11月9日 - オープニング・デイト記者発表会挙行[11]。
  - 11月9日 - 初代「東京ディズニーランド・アンバサダー」に寺崎八重子が就任。
  - 12月29日 - 「東京ディズニーランド」建設工事完了[11]。
  - 12月31日 - この日の23時45分から翌日1983年元日の午前1時までの民放のテレビ番組「ゆく年くる年」（日本の民間放送局99局ネットで放送。この年度はフジテレビが制作。ステレオ放送）において、オープン前の同ランドから生中継を行う。この年大ヒットしたドラマ『北の国から』とのコラボレーションとなった中継には、同作の主要人物である黒板五郎（田中邦衛）・黒板純（吉岡秀隆）・黒板蛍（中嶋朋子）がミッキー、ミニーをはじめディズニーの仲間たちや初代アンバサダーの寺崎と共演した。
- 1983年（昭和58年）
  - 1月 - キャスト（従業員）研修が開始。
  - 3月18日 - 竣工式、プレビューが開始。
  - 4月12日・13日 - 浦安市民デー開催（全浦安市民を無料招待）。
  - 4月15日 - アメリカ国外では初となる「ディズニー・テーマパーク」、「東京ディズニーランド」が開園[2]。
  - 5月23日 - 100万人目の入園者が来園[12]。
  - 9月5日 - 500万人目の入園者が来園[12]。ウォルト・ディズニー・プロダクションよりシンデレラの噴水が寄贈。
  - 9月6日 - 初の休園日。
- 1984年（昭和59年）
  - 2月6日 - 「1983年 日経・年間優秀製品賞」最優秀賞のうち、「日本経済新聞社賞」を受賞。
  - 4月2日 - 1,000万人目の入園者が来園[12]。
  - 4月15日 - プラザテラスに開園1周年記念碑を設置。開園1周年記念式典が開かれる。
- 1985年（昭和60年）
  - 1月17日 - 「マジック・ジャーニー」オープン（1986年（昭和61年）12月運営終了）。
  - 4月26日 - 新東京国際空港（現・成田国際空港）間直通バスの運行を開始。
- 1986年（昭和61年）
  - 3月8日 - 「アリスのティーパーティー」オープン。
  - 5月17日 - 「アメリカン・ジャーニー サークルビジョン360°」オープン（「マジックカーペット世界一周」フィルム交換）（1992年（平成4年）8月運営終了）。
  - 7月1日 - 「シンデレラ城ミステリーツアー」オープン（2006年（平成18年）4月5日クローズ）。
- 1987年（昭和62年）
  - 3月20日 - 「キャプテンEO」オープン（「マジック・ジャーニー」フィルム交換）（1996年（平成8年）9月1日クローズ）。
  - 7月4日 - 「ビッグサンダー・マウンテン」オープン[13]。
- 1988年（昭和63年）
  - 4月15日 - 開園5周年、「ショーベース2000」オープン（2000年（平成12年）7月19日に「ショーベース」に名称変更）。年間パスポートの販売・利用開始[14]。
  - 6月2日 - 5,555万5,555人目の入園者が来園。
  - 12月1日 - 東日本旅客鉄道（JR東日本）京葉線舞浜駅が開業[15]、東京ディズニーランド・ギフトカードの販売を開始。
- 1989年（平成元年）
  - （1月7日 - 昭和天皇崩御のため、パレードが中止）
  - 7月12日 - 「スター・ツアーズ」オープン[16]。
  - 12月25日 - 7,777万7,777人目の入園者が来園。
- 1990年（平成2年）
  - 2月19日 - 「東京ディズニーランド・ティーチャーセンター」オープン。
- 1991年（平成3年）
  - 5月29日 - 1億人目の入園者が来園[17]。
- 1992年（平成4年）
  - 10月1日 - 「スプラッシュ・マウンテン」[18]「クリッターカントリー」オープン。
  - 11月 - 入園料を値上げ[19]。
- 1993年（平成5年）
  - 4月15日 - 開園10周年[2]、「ビジョナリアム」「ディズニーギャラリー」オープン。
  - 5月4日 - 「スペース・マウンテン」が運行停止[20]。
  - 7月21日 - 「スイスファミリー・ツリーハウス」オープン[21]。
- 1996年（平成8年）
  - 4月 - パスポートを値上げ[22]。
  - 4月15日 - 「トゥーンタウン」一般公開[23]。
- 1997年（平成9年）
  - 4月15日 - 「ミクロアドベンチャー!」オープン。
  - 7月25日 - 2億人目の入園者が来園。
- 1998年（平成10年）
  - 4月15日 - 開園15周年。ブロンズ像・パートナーズ（ウォルト＆ミッキー）がプラザテラスに設置。
  - 11月3日 - 「スカイウェイ」クローズ。
- 1999年（平成11年）
  - 4月1日 - 駐車場料金改定（普通車1,500円→1,700円に値上げ）。
  - 10月15日 - 「魅惑のチキルーム"ゲット・ザ・フィーバー!"」をオープン。
- 2000年（平成12年）
  - 1月1日 - オリエンタルランドが「リゾート宣言」を発表、「東京ディズニーリゾート」が正式に営業開始。
  - 7月24日 - ファストパス導入開始。導入当初の対応アトラクションは「ビッグサンダー・マウンテン」のみであった。
  - 9月1日 - 「プーさんのハニーハント」オープン、パスポート料金（入園料）改定。
- 2001年（平成13年）
  - 2月21日 - 駐車場料金改定（普通車1,700円→2,000円に値上げ）。
  - 3月1日 - 「東京ディズニーリゾート総合予約センター」開設[24]。
  - 3月9日 - ショップ「ベビーマイン」オープン[25]。
  - 3月23日 - アドベンチャーランドに「シアターオーリンズ」オープン。「ミッキーのアドベンチャーランド・マルディグラ」スタート[24]。
  - 4月1日 - 入園券、アトラクション券を廃止。
  - 4月28日 - ショップ「ソーラー・レイズ・ライトサプライ」オープン[25]。
  - 5月15日 - ナイトパレード「ディズニー・ファンティリュージョン!」終了[24]。
  - 6月1日 - ショー「スルーフットスーのダイニング＆ファン」、「ペコス・グーフィーのフロンティアレビュー」、ナイトパレード「東京ディズニーランド・エレクトリカルパレード・ドリームライツ」スタート[24]。
  - 9月4日 - 「シンデレラのゴールデンカルーセル」から「キャッスルカルーセル」へ名称変更。
  - （9月4日 - 東京ディズニーシーオープン。）
  - 10月4日 - 「ディズニー・ギャラリー」にて新展示「"・・・すべては一匹のネズミから始まった"セレブレーション・オブ・ミッキーマウス」スタート[24]。
- 2002年（平成14年）
  - 6月30日 - 「ミート・ザ・ワールド」クローズ[26]。
  - 9月1日 - 「ビジョナリアム」クローズ[24]。
  - 10月20日 - 「メインストリート・シネマ」クローズ。
  - 11月8日 - 東京ディズニーランド、東京ディズニーシー合わせて3億人目の入園者が来園（3億人目の入園者は東京ディズニーシーへ来園）[27]。
- 2003年（平成15年）
  - 1月21日 - パレード「ディズニー・オン・パレード/100イヤーズ・オブ・マジック」終了[24]。
  - 3月20日 - 来園ゲストの手荷物確認を開始[広報 1]。
  - 4月15日 - 開園20周年。
  - 7月12日 - 「2パーク年間パスポート」発売開始。
  - 7月28日 - 「東京ディズニーリゾート・ドリームクルーザー」の到着セレモニーを実施[24]。
  - 12月5日 - 「スペース・マウンテン」で脱輪事故が発生し[28]、2004年（平成16年）2月18日まで運転を中止[29]。
- 2004年（平成16年）
  - 4月4日 - ショー「ミッキーのアドベンチャーランド・マルディグラ」終了[24]。
  - 4月15日 - アトラクション「バズ・ライトイヤーのアストロブラスター」オープン、ショー「ミニー・オー！ミニー」スタート[24]。
  - 5月23日 - ショー「ワンス・アポン・ア・マウス」終了[24]。
  - 7月3日 - ショー「ワンマンズ・ドリームⅡーザ・マジック・リブズ・オン」スタート[24]。
  - 10月31日 - レストランでの「バースデープログラム」を終了[30]。
  - 11月18日 - 「ファンダフル・ディズニー」誕生[24]。
- 2005年（平成17年）
  - 1月31日 - ランチショー「スルーフットスーのダイニング＆ファン」終了[広報 2]。
  - 2月8日 - ランチショー「ホースシューラウンドアップ」スタート[広報 2]。
  - 2月21日 - ランチショー「リロのルアウ＆ファン」スタート[24]。
  - 4月15日 - 「ディズニーギャラリー」にて「ディズニー・ドッグ＆キャット～ディズニーアニメーションの名優たち～」スタート[24]。
  - 5月6日 - クッキーに不認可の酸化防止剤が混入する事故が発生し、自主回収すると発表[31]。
  - 6月1日 - 「ディズニーギャラリー」にて「ディズニードローイングクラス」開始[24]。
  - 7月18日 - カリフォルニアのディズニーランド50周年を記念してワールドバザールに新しいウインドーが登場。除幕式を実施[24]。
  - 9月1日 - ショップ「カメラセンター」が移転[24]。
  - 9月12日 - ショー「スーパードゥーパー・ジャンピンタイム」スタート[24]。
  - 11月1日 - 「ポップ・ア・ロット・ポップコーン」オープン[24]。
- 2006年（平成18年）
  - 3月17日 - ショップ「ワールドバザール・コンフェクショナリー」オープン[24]。
  - 3月31日 - パレード「ディズニー・ドリームス・オン・パレード"ムービンオン"」スタート[24]。
  - 4月5日 - 「シンデレラ城ミステリーツアー」クローズ[24]。
  - 5月9日 - オリエンタルランドが東京ディズニーランドと東京ディズニーシーのパスポート料金（入園料）を一部改定すると発表。
  - 9月1日 - パスポート料金改定を実施。
  - 10月6日 - 「トゥーンタウン・ベビーセンター」オープン。
  - 10月27日 - リゾートパーキング第7、立体駐車場を開業。
  - 11月1日 - 東京ディズニーランド、東京ディズニーシー合わせて4億人目のゲストが来園（4億人目のゲストは東京ディズニーシーへ来園）[32]。
- 2007年（平成19年）
  - 3月17日 - 「東京ディズニーランド・エレクトリカルパレード・ドリームライツ」がリニューアル[24]。
  - 4月28日 - 「スペース・マウンテン」をリニューアルオープン[24]。
  - 7月20日 - 「カリブの海賊」をリニューアルオープン[24]。
  - 11月14日 - 「スターケード」クローズ。
- 2008年（平成20年）
  - 1月8日 - 金属疲労による亀裂で[33]、パレードの公演中に山車から支柱落下事故が発生[34]。パレードを全面中止[35]。
  - 1月12日 - パレードの公演を再開[広報 3]。
  - 4月15日 - 東京ディズニーリゾート25thアニバーサリー開催。
  - 7月8日 - 東京ディズニーランドホテル開業[36]。
  - 7月25日 - 「魅惑のチキルーム：スティッチ・プレゼンツ “アロハ・エ・コモ・マイ！”」をオープン[24]。
- 2009年（平成21年）
  - 4月14日 - 「ジョリートロリー」クローズ。
  - 4月15日 - 「モンスターズ・インク“ライド&ゴーシーク!”」オープン[37]。
  - 5月25日 - 「ミッキーマウス・レビュー」「マッドハッター」クローズ。
- 2010年（平成22年）
  - 1月5日 -「マイルロングバー」クローズ。
  - 1月26日 - 「グーフィーのはずむ家」クローズ。
  - 5月1日 - 「モンスターズ・インク“ライド&ゴーシーク!”」リニューアルオープン[24]。
  - 6月1日 - この日放送のアニメ『スティッチ!?いたずらエイリアンの大冒険?』で、アニメ作品としては初めて東京ディズニーランドが登場。
  - 7月1日 - 「キャプテンEO」オープン（2度目）。
  - 8月27日 - 東京ディズニーランド、東京ディズニーシー合わせて5億人目の入園者が来園（5億人目の入園者は東京ディズニーランドへ来園）[38]。
- 2011年（平成23年）
  - 1月24日 - 「ミッキーのフィルハーマジック」オープン。
  - 3月12日〜4月14日 - 3月11日に発生した東日本大震災の影響で、東京ディズニーシーと共に設備の緊急点検のため長期休園。
    - 3月18日 - 3月11日発生の地震による建物や施設への損傷は軽微であったが東京電力管内の電力不足を受けて営業再開時期は未定と発表[広報 4]。

  - 4月15日 - 運営時間短縮で再開[39][40]。また新規キャストの募集を暫時中止。「シンデレラのフェアリーテイル・ホール」オープン。
  - 4月23日 - 夜間営業再開[41][広報 5]。
  - 5月9日 - 雨天時ナイトパレード「ナイトフォール・グロウ」スタート[42][注釈 6]。
  - 7月 - 「カントリーベア・シアター」で1993年から開催されているバケーション・ジャンボリーは中止。
  - 7月1日 - 「キャプテンEO」正式アトラクションへ。当初は1年間の期間限定オープンだったが、人気が出たため正式にレギュラーアトラクションとして続行。このため「ミクロアドベンチャー!」クローズ。
  - 7月8日 - 「東京ディズニーランド・エレクトリカルパレード・ドリームライツ」を2度目のリニューアル。
  - 9月4日 - 「ディズニーマジック・イン・ザ・スカイ」公演再開。
- 2012年（平成24年）
  - 1月9日 - 「ステラ・スウィート」クローズ。
  - 4月2日 - 「スター・ツアーズ」クローズ。
  - 4月28日 - 2年ぶりに「カントリーベア・シアター バケーション・ジャンボリー」公演再開。
  - 8月24日 - 「グーフィーのペイント&プレイハウス」オープン[43]。
- 2013年（平成25年）
  - 4月5日 - パレード「ジュビレーション!」公演終了。
  - 4月12日 - 東京ディズニーランド、東京ディズニーシー合わせて6億人目の入園者が来園（6億人目の入園者は東京ディズニーランドへ来園）[44]。
  - 4月15日 - 「東京ディズニーリゾート30周年“ザ・ハピネス・イヤー”」開催。 新パレード「ハピネス・イズ・ヒア」を公演開始[45]。
  - 5月7日 - 「スター・ツアーズ:ザ・アドベンチャーズ・コンティニュー」をリニューアルオープン。
- 2014年（平成26年）
  - 1月6日 - 「ジャングルクルーズ」クローズ。
  - 1月6日 - 「ホームストア」リニューアルのためクローズ。
  - 3月20日 - 「東京ディズニーリゾート30周年“ザ・ハピネス・イヤー”」終了。
  - 4月1日 - 消費税率改定にともなう入園料の改定[46]。
  - 5月29日 - キャッスルプロジェクション「ワンス・アポン・ア・タイム」スタート。　
  - 6月30日 - 「キャプテンEO」クローズ。
  - 9月1日 - 夜間の体験価値が上がったことを理由に、アフター6パスポートの価格を値上げ[47]。
  - 9月8日 - 「ジャングルクルーズ：ワイルドライフエクスペディション」リニューアルオープン[48]。
- 2015年（平成27年）
  - 4月1日 - 入園料を値上げ[49]。
  - 6月21日 - 「アドベンチャーランド・バザール」「サファリ・トレーディング・カンパニー」「チキ・トロピックショップ」「パシフィックエクスポート」クローズ。
  - 7月9日 - 「東京ディズニーランド・エレクトリカルパレード・ドリームライツ」を3度目のリニューアル。
  - 7月17日 - 「スティッチ・エンカウンター」オープン[50]。
  - 8月31日 - 「ラッキーナゲット・カフェ」クローズ。
  - 12月17日 - 「アドベンチャーランド・バザール」をオープン。
  - 12月17日 - 「ジャングルカーニバル」オープン。
- 2016年（平成28年）
  - 3月31日 - ガイドツアー「プレミアムツアー」、「ディズニーの夢と魔法の世界へ」終了[51]。
  - 4月1日 - 入園料を値上げ[52][53]。
  - 4月15日 - ガイドツアー「東京ディズニーランド・ガイドツアー ようこそ！　夢と魔法の王国へ」開始[51]。
  - 9月30日 - 「ディズニーギャラリー」「ディズニードローイングクラス」クローズ[54]。
  - 11月22日 - 「キャンプ・ウッドチャック」オープン[55]。
- 2017年（平成29年）
  - 1月4日 - 「プラザ・レストラン」クローズ[56]。
  - 1月11日 - 「グランドサーキット・レースウェイ」クローズ[57]。
  - 2月28日 - 「イッツ・ア・スモールワールド」リニューアルのためクローズ[58]。
  - 3月25日 - 「プラズマ・レイズ・ダイナー」オープン[56]。
  - 4月5日 - ファンタジーランドを中心とした大規模開発事業の起工式実施[59]。
  - 4月21日 - 「ビビディ・バビディ・ブティック ワールドバザール店」オープン[60]。
  - 7月10日 - 「ベビーマイン」クローズ。
  - 7月11日 - 東京ディズニーランド・エレクトリカルパレード・ドリームライツが4度目のリニューアル[61]。
  - 7月31日 - 東京ディズニーランド、東京ディズニーシー合わせて7億人目の入園者が東京ディズニーランドへ来園。7億人目の入園者にはウォルト・ディズニー・アトラクションズのエグゼクティブ・マネージング・ディレクターのマーク・ナッターから7億人目ゲスト認定書が渡され、オリエンタルランドの上西京一郎社長からは、2020年まで4年間有効の特別ご招待券、東京ディズニーランドで2020年開始予定の「美女と野獣」のアトラクション特別体験券やミッキーマウスのぬいぐるみが贈られた。
  - 10月10日 - ファンタジーランド、トゥモローランドの再開発に伴い、トゥモローランドのスタージェット、スペースプレース・フードポート、ソーラー・レイズ・ライトサプライの3施設がクローズ[広報 6]。
  - 10月17日 - トゥモローランドのライトバイト・サテライトがクローズ[広報 6]。
  - 11月7日 - キャッスルプロジェクション「ワンス・アポン・ア・タイム」公演終了。
- 2018年（平成30年）
  - 2月15日 - 「ファンタジーギフト」クローズ[62]。
  - 3月6日 - 「ブレイブリトルテイラー・ショップ」オープン[63]。
  - 3月19日 - 「ミニー・オー!ミニー」公演終了。
  - 4月15日 - 「東京ディズニーリゾート35周年“Happiest Celebration!”」開催。新パレード「ドリーミング・アップ!」の公演開始[64]「イッツ・ア・スモールワールド」が開業後初のリニューアルオープン[65]、「プロムナードギフト」クローズ。
  - 4月16日 - メインエントランス工事開始。
  - 4月27日 - 「マジカルマーケット」オープン。
  - 7月8日 - 「スーパードゥーパー・ジャンピンタイム」が公演終了。
  - 7月10日 - 「レッツ・パーティグラ!」がシアターオーリンズで公演開始。
- 2019年（平成31年/令和元年）
  - 3月14日 - 「チャックワゴン」クローズ。
  - 3月15日 - 「カウボーイ・クックハウス」オープン[66]。
  - 3月26日 - 「ディズニー・ライト・ザ・ナイト」公演開始[67]。
  - 4月26日 - 「Celebrate! Tokyo Disneyland」公演終了。
  - 5月6日 - 「キャンティーン」クローズ。
  - 5月7日 - 「プロムナードギフト･イースト」、「メインストリート･デイリー」クローズ。
  - 5月8日 - リニューアル後のメインエントランスが一部使用開始。
  - 7月8日 - 「クリスタルパレス・レストラン」の「ディズニーキャラクターブレックファスト」終了[68]。
  - 7月10日 - 「ファストパスリマインダー」サービス開始。
  - 7月20日 - 立体駐車場がオープン。
  - 7月23日 - 「デジタルファストパス」サービスの運用開始。ディズニーリゾート公式アプリでパーク入園後にパスポートまたは、年間パスポートをアプリで読み込むとアトラクションのファストパスが取得できるようになった。
  - 10月12日 - 令和元年東日本台風（台風19号）の影響で東京ディズニーシーと共に8年ぶりの終日休園[広報 7]。災害により休園するのは東日本大震災以来となった[69]。
  - 10月14日 - 「ジャンボリミッキー!」公演開始[広報 8]。
  - 12月13日 - ショーベースにて公演されてきた「ワンマンズ・ドリームII -ザ・マジック・リブズ・オン-」が公演終了[70]。
- 2020年（令和2年）
  - 1月30日 - 同年4月1日より入園料の値上げを発表[71]。
  - 2月29日〜6月30日 - 新型コロナウイルス感染症の感染拡大防止のため、東京ディズニーシーと共に長期休園。当初は3月15日まで休園の予定だったが、その後休園期間の延長が発表された[広報 9][広報 10][広報 11]。そのため3月31日に終了予定だった「リロのルアウ&ファン」は休園期間中に公演終了となった他、4月15日に開業予定だった施設の開業も延期となった。
  - 6月23日 - 東京ディズニーシーと共に7月1日より営業再開される事が発表された[広報 12]。
  - 7月1日 - 東京ディズニーシーと共に営業が再開された。再開に際しては、営業時間を当面の間8時から20時(同年9月1日以降は9時から21時)の短縮営業となった。ただし、ファストパスは休止された。
  - 8月4日 - 年間パスポート保持者を対象にパークに入園しなくても東京ディズニーリゾート・アプリのグッズ販売を利用可能に[72]。
  - 9月19日 - 「エントリー受付」を導入[広報 13]。
  - 9月28日 - 東京ディズニーリゾート初となるポップコーン専門店「ビッグポップ」がオープン[73]。トゥモローランドにベイマックスをテーマにしたアトラクション「ベイマックスのハッピーライド」[広報 14]、ショップ「スターゲイザーサプライ」を新設[広報 6][広報 15][73]。トゥーンタウンに新キャラクターグリーティング施設「ミニーのスタイルスタジオ」をオープン[広報 6][広報 15][73]。ファッションデザイナーとして活躍するミニーマウスのスタジオという設定で、ミニーと一緒に写真を撮ることができる。グランドサーキット・レースウェイ跡地に、美女と野獣をテーマにしたエリア[広報 14]を建設しファンタジーランドを拡張した[広報 9][73]。日本オリジナルの大型アトラクション「美女と野獣“魔法のものがたり”」、ショップ「ビレッジショップス」、レストラン「ラ・タベルヌ・ド・ガストン」、「ル・フウズ」、「ル・プティポッパー」が導入[広報 6]。
  - 10月1日 - イーストサイド・カフェ、れすとらん北齋、ブルーバイユー・レストラン、ザ・ダイヤモンドホースシューの4店舗にてアルコール飲料の販売開始[74][75]。商品店舗などで無料提供していた買い物袋を有料化[76]。
  - 10月7日 - 「ファン・メンテナンス」、「ブレイクビート・ダンサーズ」、「オーパス・ファイブ」が休止のまま終了と発表[77]。
  - 12月22日 - 「スタンバイパス」を導入[78]（東京ディズニーシーでは同年9月から導入されていたが、東京ディズニーランドの施設で導入されるのはこの日からとなる）。
- 2021年（令和3年）
  - 4月1日 - 新エンターテインメントショー「ミッキーのマジカルミュージックワールド」公演開始。
  - 4月19日 - 昼のパレード「ドリーミング・アップ!」を1年2か月ぶりに再開[79][80]。
  - 6月1日 - レストランメニューの価格を一部改定。
  - 6月9日 - 実写映画『ジャングル・クルーズ』の日本版声優発表セレモニーを実施[81]。
  - 6月19日 - 千葉県によるまん延防止等重点措置の再延長を踏まえ、営業時間の短縮を7月11日まで延長することを発表。アルコールの販売停止も同日まで延長[82]。
  - 7月2日 - 新エンターテインメントショー「クラブマウスビート」公演開始予定[83]。
  - 11月1日 - 営業時間を9時から20時までの11時間に拡大。一部の演出を変更した上で「エレクトリカルパレード・ドリームライツ」を約1年8か月ぶりに再開。アーリーエントリーチケットの販売も再開[84]。
- 2022年（令和4年）
  - 2月26日 - 東京ディズニーランド、シー合わせて8億人目のゲストが来園
  - 4月1日 - 「ジャンボリミッキー!レッツ・ダンス!」公演開始。
  - 5月19日 - 美女と野獣“魔法のものがたり”に「ディズニー・プレミアアクセス」を導入[85]。
- 2023年（令和5年）
  - 4月15日 - 東京ディズニーリゾートスペシャルイベント「東京ディズニーリゾート40周年“ドリームゴーラウンド”」が2024年3月31日まで開催[86]。
  - 6月7日 - コロナ禍で休止していた、ファストパスの終了及び期間限定で無料の「40周年記念プライオリティパス」を2023年7月26日から導入することを発表[87][88]。
- 2024年（令和6年）
  - 7月31日 - 「スペース・マウンテン」クローズ[89]。
  - 9月20日 - 新しいナイトタイムエンターテイメント「Reach for the Stars」開催[90]。
  - 10月31日 - 「バズ・ライトイヤーのアストロブラスター」、「プラネットM」クローズ[91]。
  - 11月30日 - 「フート&ハラー・ハイドアウト」クローズ。
- 2025年（令和7年）
  - 1月15日 - イッツ・ア・スモールワールドを改装し、「イッツ・ア・スモールワールドwithグルート」として、期間限定のアトラクションを開催。2025年6月30日まで。マーベルスタジオのキャラクターが東京ディズニーリゾートのアトラクションに登場するのは初めて。
  - 3月31日 - 「クレオズ」クローズ。
- 2026年（令和8年）
  - 同年度内 - ディズニー映画『シュガー・ラッシュ』をテーマにしたアトラクションを導入予定[91]。
- 2027年（令和9年） - 新たなスペースマウンテンがオープン予定[89]。

## パークの特徴

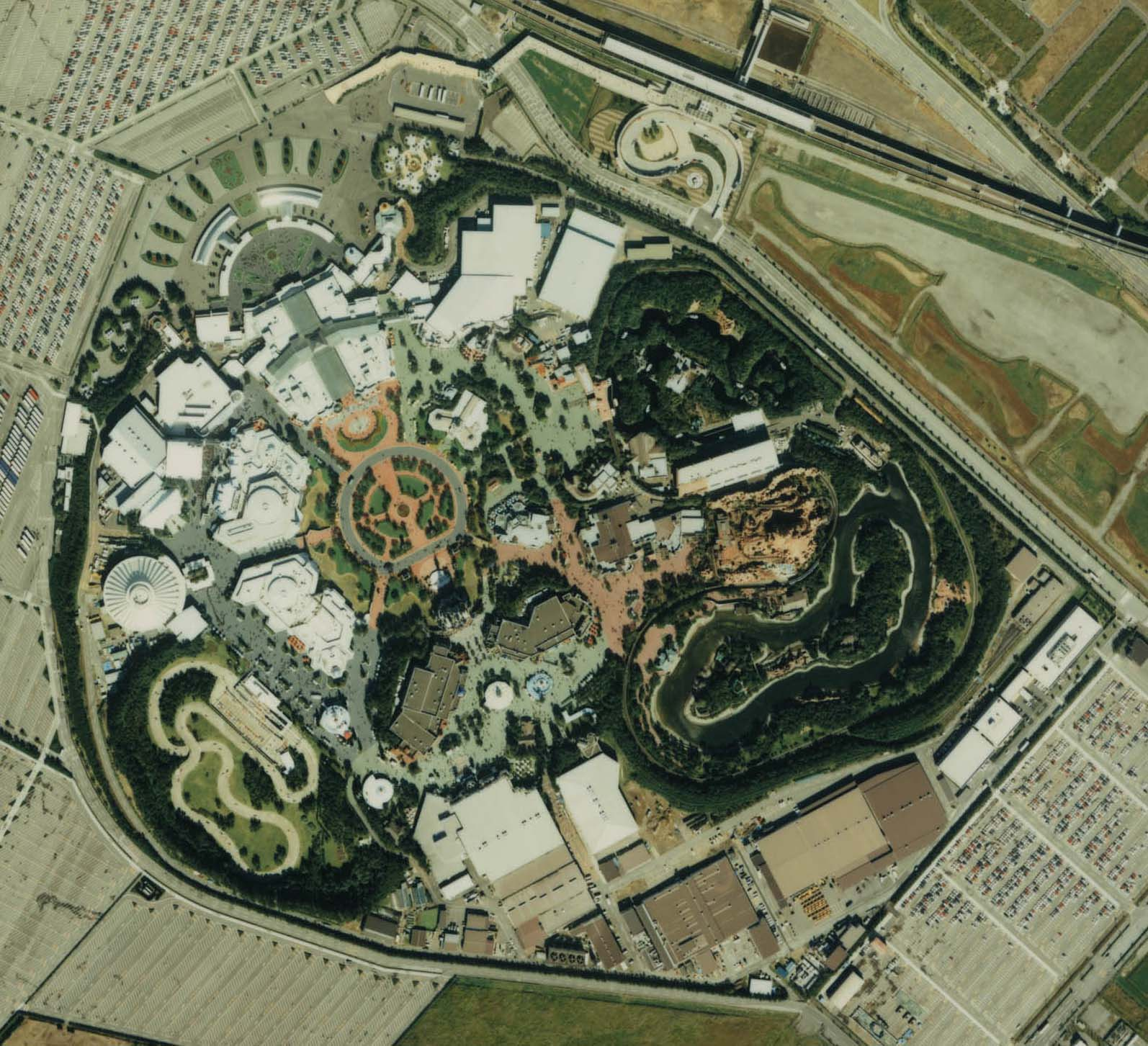
パーク全景および京葉線舞浜駅の航空写真（1989年撮影）

それぞれのテーマに分かれたエリアが7つあり、それらを「テーマランド」と呼ぶ。各テーマランドに配置されるアトラクションや物販店・飲食店および装飾類は、そのテーマに合わせてイメージの統一が図られている。園内の施設は、アトラクション以外の施設もすべてオリエンタルランド直営である。
パーク内にはショップ、レストラン、サービス施設が多数点在する。

### 特徴
メイン・キャラクター
ディズニー作品に登場する多くのディズニーキャラクターが登場するが、なかでもミッキー＆フレンズと称されるキャラクター（ミッキーマウス、ミニーマウス、ドナルドダック、デイジーダック、グーフィー、プルート、チップとデールなど）は、ほとんどのエンターテイメント・プログラムに登場している。
パーク内に登場するこれらキャラクターたちは、それぞれが登場作品と同様の個性を持つキャラクターとして扱われる。
ヒドゥン・ミッキー
パーク内には多くの「ヒドゥン・ミッキー（隠れミッキー）」が多く存在している。これは東京ディズニーシーでも見られる。また、ヒドゥン・グーフィーやヒドゥン・ピノキオなど、ミッキーマウス以外のキャラクターも隠されており、パーク内で探すことが出来る。

### テーマランド一覧

#### ワールドバザール
アメリカ20世紀初頭の「典型的な地方都市」の町並みを再現したテーマランド。ウォルト・ディズニーが幼少期から過ごしていたマーセリンがモデルとされている。東京と上海のディズニーランド以外では「メインストリートUSA」と呼ばれている。サービス施設と物販店が多く、現実のショッピングモールに準じた配置となっており、実質的にアトラクションは存在しない。日本でのみ、雨の多い気候に合わせてアーケード商店街のように通路全体を「オール・ウェザー・カバー」と名付けた強化ガラス製の大屋根で覆うことで、全天候型エリアとなっている。ほかのディズニーパークとテーマランドの名称が異なる（メインストリートUSA、上海のみミッキー・アベニュー）のはこのためでもある。

#### アドベンチャーランド
未開の地を探検したり、海賊のいた世界を冒険したりすることを題材にしたテーマランド。「カリブの海賊」「ジャングルクルーズ」「魅惑のチキルーム」など、米国ディズニーランドでも歴史が古いアトラクションの移入が多い。また、ウォルト・ディズニーが愛したとされるロイヤル・ストリートもアドベンチャーランドにある。

#### ウエスタンランド
アメリカ西部開拓時代の町並みを再現したテーマランド。アメリカおよびパリでは「フロンティアランド」にあたる。「アメリカ河」という環状の「河」が敷地の多くを占め、アメリカ河の中央には散策型施設「トムソーヤ島」がある。アメリカ河を航行する「蒸気船マークトウェイン号」や、鉱山列車型のローラーコースター「ビッグサンダー・マウンテン」、劇場型アトラクション「カントリーベア・シアター」などがある。

#### クリッターカントリー
ディズニー映画『南部の唄』を題材に「小動物たちの住む郷」をテーマにしたテーマランド。1992年10月1日から公開された。ウォーターシュート型アトラクション「スプラッシュ・マウンテン」と、園内で唯一の人力アトラクション「ビーバーブラザーズのカヌー探険」がある。

#### ファンタジーランド
西洋のおとぎ話と「夢と魔法の世界」をテーマにしたテーマランド。園内のシンボル「シンデレラ城」はここに存在する。『シンデレラ』『ピノキオ』『白雪姫』『ふしぎの国のアリス』『美女と野獣』など、往年のディズニー作品をモチーフにしたアトラクションが多い。なお、「プーさんのハニーハント」や「ホーンテッドマンション」もこのファンタジーランドに位置する。
シンデレラ城のファンタジーランド側の出入口の上にはディズニー家の紋章が掲げられている。また、その紋章は以前までシンデレラ城の旧カラーと同じ白色だったが、2006年の4月から7月にかけて行われたシンデレラ城の補修工事とシンデレラ城ミステリーツアーの撤去作業によって、金色に塗り替えられている。なお歴史上実在するディズニー家の紋章はまったく別の意匠である。
2020年9月28日に美女と野獣のエリアがオープンした。

#### トゥーンタウン
ディズニーアニメをテーマにした「ミッキーと仲間たちの住む街」という設定のテーマランド。1996年4月15日（開園13周年）から公開された。親子連れなど低年齢層向けのアトラクションが多い。ミッキーマウスに必ず会うことができる「ミッキーの家とミート・ミッキー」がある。2020年にはミニーのスタイルスタジオがオープン。そこではミニーとグリーティングができる。トゥーンタウンは講談社が全体のスポンサーになっている。「ディズニーキャラクターたちが運営している」という店やワゴンが多い。街全体がギャグに溢れている。

#### トゥモローランド
人類月面着陸以前に想い描かれた無機的なSF世界をもとに「未来の国」をテーマにしたテーマランド。ローラーコースターの「スペース・マウンテン」や、映像系の「スター・ツアーズ:ザ・アドベンチャーズ・コンティニュー」「スティッチ・エンカウンター」などのアトラクションなどがある。
そのコンセプト上、アトラクションには常にその時点での最新技術やテーマが求められることから、技術やテーマが時代遅れとなったアトラクションの入れ替えがもっとも多いテーマランドである。特にトゥモローランドに多い映像系のアトラクションは投資額が少ないものの、人気の持続が難しく入れ替えが早い。開園当初からウォルト・ディズニー・ワールド・リゾートにあるエプコットと非常に似たコンセプトを持つテーマランドである。

## 施設とエンターテイメント

### アトラクション
アトラクションは、カリフォルニア州アナハイムのディズニーランドと基本は同じものが多いが、同じアトラクションでも日本のアトラクションでは若干ダイジェストされているものがある。

#### 付記
- 東京ディズニーランドのファンタジーランドにあった「ミッキーマウス・レビュー」は、もともとウォルト・ディズニー・ワールド・リゾートのマジック・キングダムに存在したものを東京ディズニーランドのグランドオープンを記念して移設されたものであった。なお、2011年に新規アトラクション「ミッキーのフィルハーマジック」導入のため、「ミッキーマウス・レビュー」は2009年5月25日に運営を終了した。
- ファンタジーランドの「ピノキオの冒険旅行」は、東京ディズニーランドのほうが、本家であるアナハイムのディズニーランドよりも1か月早くオープンしている。
- 屋内アトラクションのシアター入口等にある扉は手前（外側）に開くようになっているが、これは浦安市の消防条例により非常脱出時に扉を押して出口に向かえるようにする（パニックドア）ことが定められているためである[広報 16][信頼性要検証]。

## 提供サービス
パークをスムーズに楽しめるよう、さまざまなサービスが提供されている。

### 交代利用サービス
利用規定に満たないゲストがいる場合に、アトラクションを交代で利用できる。

### ショップのオンライン予約
来店に事前予約が必要となる場合がある。

### ディズニー・フォト
パーク内各所やキャラクターグリーティング施設でフォトグラファーによる写真撮影ができる。また、一部アトラクションでは乗車中の写真撮影を行っている。

### 東京ディズニーリゾート・アプリ
スタンバイパスやエントリー受付、各施設の待ち時間の確認、オンラインショップなど様々な機能を提供している。
- 2018年7月 - 東京ディズニーリゾート・アプリ提供開始[109]
- 2019年7月17日 - ディズニー・ファストパス取得機能追加[110]。
- 2020年2月14日 - フォトキーカード機能追加[111]。

### トゥデイとガイドマップ
エンターテイメントスケジュールやグッズ、メニューの情報が記載された「トゥデイ」と、パーク全体のマップである「ガイドマップ」の2種類。
新型コロナウイルス感染症の影響により、2020年7月1日以降は配布を取りやめている。

## その他
- 東京ディズニーランド開園10周年の記念式典の際に当時のディズニーCEOマイケル・アイズナーは、大成功を収めている東京ディズニーランドプロジェクトを直接経営ではなくライセンス方式で運営したことを「史上最大の失敗」と冗談めかして語っている。
- パーク内は随所に強化遠近法が利用されている。建物の上層ほど小さく造られており、あおり感を大きくすることで実際の高さよりも高く錯視させる効果を持たせている。
- シンデレラ城と、三大マウンテンと呼ばれるコースター系アトラクション（スペース・マウンテン、ビッグサンダー・マウンテン、スプラッシュ・マウンテン）の最上部は、ほぼ同じ高さである。ちなみに一番高さが高いのはシンデレラ城で、51メートルである。
- 東京ディズニーランドをはじめとするディズニーパークは、世界的に有名な施設であることから多くの都市伝説、及びそれに類する噂・デマが存在するが、その多くが根拠のないものである。都市伝説に関する詳細は「東京ディズニーランドの都市伝説の一覧」参照。
- 浦安市は2002年からショーベースで成人式を開催している（ショーベースの改修工事や新型コロナウイルスの感染拡大に伴い、2021年3月と2022年1月に東京ディズニーシーのブロードウェイ・ミュージックシアターにて行われる2020年度・2021年度を除く[112][113][114]）。これは、新成人で構成される実行委員会からの提案を受け、浦安市がオリエンタルランドと協議した結果、実現したものである[注釈 8]。参加者の入場料は市が負担しており[注釈 9]、反対の声も一部であがっている。
- 2001年以降、東京ディズニーランドは年中無休で営業している。しかし、それ以前は1年間に数回「休園日」というものが存在した。これは、テーマランドのひとつである「ワールドバザール」が店舗面積4,098平方メートルの「第1種大規模小売店舗」に該当するため、大規模小売店舗法によって休日が規定されていたことが影響している。休園日は主に冬季に設定され（ほとんどの火・水曜が休園日かつ、開園当初は秋季の一部も火曜が休園日だった）、クリスマスなどイベントの飾りつけや、通常ではできない大規模なメンテナンス（オーディオアニマトロニクスの交換にヘリコプターを使う場合もあった）を行ったり、火災や地震など実際の営業で起こりうる災害を想定した大がかりな防災訓練を行ったりしたことがある。2000年6月に大規模小売店舗法は廃止され、新たに大規模小売店舗立地法が施行されたことで、以降、予告した休園日は設定されていない（開園当初の大雪・昭和天皇大喪・東日本大震災直後・令和元年東日本台風（台風19号）接近時・2019新型コロナウイルスに臨時休園したケースがある）。
- 講談社がトゥーンタウンのスポンサーになっている関係で、オフィシャルマガジンや公式ガイドブックなどは講談社が発行している。

## オフィシャルスポンサー

### 現在のスポンサー
（出典2024年11月現在）
| 企業名                                                    | アトラクション名 | 備考                                                                       |
| --------------------------------------------------------- | --- | -------------------------------------------------------------------------- |
| 株式会社NTTコミュニケーションズ                           | ピーターパン空の旅 |                                                                            |
| 株式会社NTTドコモ                                         | ハピネス・イズ・ヒア（2013年4月15日 - 2018年4月9日） ドリーミング・アップ!（2018年4月15日 - 2023年4月9日） ディズニー・ハーモニー・インカラー（2023年4月15日 - ） |                                                                            |
| ENEOS                                                     | ジャングルクルーズ:ワイルドライフ・エクスペディション（2014年9月8日 - ） | 以前までの名称は日本石油株式会社 → 日石三菱株式会社 → 新日本石油株式会社。 |
| 花王株式会社                                              | スプラッシュ・マウンテン ハンドウォッシングエリア | 2015年7月1日より参加企業となる。                                           |
| カルビー株式会社                                          | キャンプ・ウッドチャック・キッチン | 2024年4月1日より参加企業となる。                                           |
| キッコーマン株式会社                                      | ポリネシアンテラス・レストラン |                                                                            |
| キリンビール/キリンビバレッジ                             | カリブの海賊 ロイヤルストリート・ベランダ |                                                                            |
| 株式会社講談社                                            | トゥーンタウン |                                                                            |
| JCB                                                       | キャプテンEO（ - 2014年6月30日） スター・ツアーズ:ザ・アドベンチャーズ・コンティニュー（2014年7月1日 - ） |                                                                            |
| 新菱冷熱工業株式会社                                      | 蒸気船マークトウェイン号 ソアリン:ファンタスティック・フライト | 2019年7月1日より参加企業となる。                                           |
| 第一生命保険株式会社                                      | ビッグサンダー・マウンテン ベビーカー&車イス・レンタル |                                                                            |
| ダイハツ工業株式会社                                      | 東京ディズニーランド・パーキング ベイマックスのハッピーライド（2019年4月15日 - ） | 2017年7月1日より参加企業となる。                                           |
| 大和ハウス工業株式会社                                    | スティッチ・エンカウンター | 2017年12月1日より参加企業となる。                                          |
| 株式会社タカラトミー                                      | ウエスタンリバー鉄道 | 以前までの名称は株式会社トミー。                                           |
| 日本通運株式会社 → NIPPON EXPRESSホールディングス株式会社 | イッツ・ア・スモールワールド（2013年9月3日 - ） 宅配センター |                                                                            |
| 日本航空                                                  | スタージェット（ - 2017年10月10日） うさたま大脱走（2017年4月4日 - 2017年6月14日） ミッキーのフィルハーマジック（2017年10月11日 - 2021年3月31日） ディズニー・クリスマス・ストーリーズ（2017年11月8日 - 2017年12月25日） ファンタジーランド・フォレストシアター（2021年4月1日 - ） |                                                                            |
| 日本コカ・コーラ株式会社                                  | スペース・マウンテン リフレッシュメントコーナー トゥモローランド・テラス |                                                                            |
| 日本ユニシス → BIPROGY                                    | 東京ディズニーランド・エレクトリカルパレード・ドリームライツ |                                                                            |
| ハウス食品株式会社                                        | カントリーベア・シアター ハングリーベア・レストラン |                                                                            |
| Panasonic                                                 | モンスターズ・インク“ライド&ゴーシーク!” |                                                                            |
| 富士フイルム株式会社                                      | バズ・ライトイヤーのアストロブラスター（ - 2024年10月31日） カメラセンター スプラッシュダウン・フォト |                                                                            |
| プリマハム株式会社                                        | ザ・ダイヤモンドホースシュー スルーフットスーのダイヤモンドホースシュー プラザパビリオン・レストラン |                                                                            |
| みずほ証券株式会社                                        | 魅惑のチキルーム：スティッチ・プレゼンツ “アロハ・エ・コモ・マイ!” | 以前までの名称は新日本証券株式会社 → 新光証券株式会社。                    |
| 三井不動産株式会社                                        | ショーベース |                                                                            |
| 株式会社明治                                              | スウィートハート・カフェ クリスタルパレス・レストラン アイスクリームコーン ソフトランディング アイスクリームワゴン ベビーセンター トゥーンタウン・ベビーセンター | 以前までの名称は明治乳業株式会社。                                         |
| 山崎製パン株式会社                                        | イーストサイド・カフェ |                                                                            |
| UCC上島珈琲株式会社                                       | センターストリート・コーヒーハウス |                                                                            |
| 株式会社ユーハイム                                        | キャッスルカルーセル ペイストリーパレス |                                                                            |

なお、ワールドバザールに「三井住友銀行（三井銀行⇒太陽神戸三井銀行⇒さくら銀行）浦安支店・東京ディズニーランド出張所」が存在し、建物に会社ロゴも掲示しているが、三井住友フィナンシャルグループと三井住友銀行はともにオフィシャルスポンサーではなく、また、オリエンタルランドのメインバンクでもない。オリエンタルランドの主要取引銀行は日本興業銀行・富士銀行の流れを持つみずほコーポレート銀行（現・みずほ銀行）・三井信託銀行の流れを持つ中央三井信託銀行（現・三井住友信託銀行）である。これは、大株主で三井財閥系の三井不動産がメインバンクとして指定していた、同じく三井グループ系の三井銀行（当時）であったことが影響している。なお、1997年までは銀行の店舗出店が大蔵省によって規制されており銀行の独断で自由に出店できなかった点（インストアブランチ参照）、三井信託銀行は法人と個人富裕層向け取引が中心で、店舗数が信託銀行の中では少ない方であったという背後環境もあった。

### 過去の主なスポンサー
| 企業名                         | アトラクション名                                               | 備考                                                                 |
| ------------------------------ | -------------------------------------------------------------- | -------------------------------------------------------------------- |
| 株式会社そごう                 | イッツ・ア・スモールワールド                                   | 1983年（昭和58年）4月15日の開業時から2008年（平成20年）4月15日まで。 |
| 日産自動車                     | スプラッシュ・マウンテン                                       | 1992年（平成4年）10月から2006年（平成18年）9月3日まで。              |
| 森永製菓株式会社               | キャッスルカルーセル                                           | 1983年（昭和58年）4月15日の開業時から2006年（平成18年）9月3日まで。  |
| 日本ヒルズ・コルゲート株式会社 | ペットクラブ                                                   | 2001年（平成13年）3月14日から 2006年（平成18年）9月3日まで。         |
| 日本水産株式会社               | 蒸気船マークトウェイン号                                       | 1983年（昭和58年）4月15日の開業時から2006年（平成18年）9月3日まで。  |
| セイコー株式会社               | ニューセンチュリー・クロックショップ                           | 1983年（昭和58年）4月15日の開業時から2006年（平成18年）9月3日まで。  |
| セコム                         | ホーンテッドマンション                                         | 1998年（平成10年）3月20日から2003年（平成15年）3月20日まで。         |
| 株式会社ブリヂストン           | グランドサーキット・レースウェイ                               | 1983年（昭和58年）4月15日の開業時から2016年（平成28年）4月1日まで。  |
| 株式会社ニチレイフーズ         | シアターオーリンズ                                             | 2017年（平成29年）8月22日まで。                                      |
| 富士写真フイルム               | マジックカーペット世界一周 サークルビジョン360° ビジョナリアム | 当時                                                                 |
| 松下電器産業                   | ミート・ザ・ワールド スター・ツアーズ                          | 当時                                                                 |
| 日清製粉                       | パークサイドワゴン カフェオーリンズ                            |                                                                      |
| ドール・フード・カンパニー     | スクウィーザーズ・トロピカル・ジュースバー                     |                                                                      |
| 三井ホーム株式会社             | アリスのティーパーティー                                       | 1990年6月から2015年7月まで。                                         |

## 主な建設業者

### テーマランド担当
- 鹿島建設（ワールドバザール、アドベンチャーランド）
- 清水建設（アドベンチャーランド、ウエスタンランド）
- 大成建設（ファンタジーランド美女と野獣エリア 2020年9月28日開業[73]）[108]
- 三井建設（トゥモローランド）

### その他
- 奥村組
- 関東電気工事
- 京成建設
- 京成バラ園芸
- 小松建設工業
- 三精輸送機
- 新日本空調
- 新菱冷熱工業
- 大日本土木
- 東宝映像美術
- 東洋造園土木
- 飛島建設
- 日本国土開発
- 間組
- 三井不動産建設
- 川崎重工業（2020年9月28日開業エリア[73]のアトラクション）[108]
- 竹中工務店[124][125]

## 事件・事故等

### 1980年代
- 1983年（昭和58年）4月 : トム・ソーヤ島で幼児が岩場から転落し、頭蓋骨骨折の重傷。開園後初の重大事故であったという。その後も同種の事故が発生したため、問題の岩場は改修が重ねられた[126]。
- 1984年（昭和59年）3月18日 : 駐車場で3歳の幼児が観光バスに頭部を轢かれて死亡。開園から11か月で初の死亡事故となった[126][注釈 11]。
- 1984年（昭和59年）10月 : アトラクション「スペース・マウンテン」に乗車した女性が意識不明となり、病院への搬送後死亡。死因は急性心不全[126]。
- 1987年（昭和62年）6月 : アトラクション「スペース・マウンテン」停止後に最前列に座った男性が立ち上がらなかった。担架が運び込まれるも脳溢血でほぼ即死だったことが判明[127]。

※スペースマウンテンの事故は両方ともアトラクションの不具合によるものではない。

### 2000年代
- 2001年（平成13年）9月11日に発生したアメリカ同時多発テロ事件の影響により、アメリカ文化の移入である東京ディズニーリゾートもテロの標的にされる懸念から、警備が強化され入園者の手荷物に対する検査などが開始され、現在にいたるまで継続されている。
- 2003年（平成15年）12月5日 : アトラクション「スペース・マウンテン」において走行中、車軸が折れ車両の脱線事故が発生、ゲスト12人が乗っていたがけがはなかった。原因は東京ディズニーリゾート全体で設計書の単位ルールを見直した際、単位見直し前の古い設計書と新ルールに基づいた新しい設計書の2種類（インチとミリ）が存在し、古い設計書の数値を用いて新設計書の単位で発注してしまったため、仕様に合致しないサイズの車軸が納品・使用され、規定外の隙間が生じたためである。事故発生後約2か月半の間クローズされた。
- 2007年（平成19年）1月18日 : レストラン「イーストサイド・カフェ」にて提供された前菜「カプレーゼ（モッツァレラチーズとトマトの前菜）」のうち、9食に賞味期限が1月17日となっているモッツァレラチーズを使用していたことが18日14時10分に判明。オリエンタルランドは、判明後ただちに提供を一時中止し、新たに賞味期限内のチーズが納品されたことにより提供を再開し、この事実を翌1月19日に公表[広報 24]するとともに市川保健所などに届出を行った。オリエンタルランドの調査によると、原因は納品担当者が当日の日付を1月17日と勘違いし、賞味期限切れに気付かないまま当該チーズを自社倉庫から出庫・納品していたことに加え、店舗担当者が本来行われるべき納品されたチーズの日付確認および商品検収記録簿への記載を行わないまま使用し、本来の納品フローと異なる対応をしたためである。
- 2007年（平成19年）12月9日 : 18時10分ごろ、停電によるシステム障害が発生し、「スペースマウンテン」など25のアトラクションが一時停止し、順次復旧するも閉園時間までに4つのアトラクションが再開できない事態となった。ショップやレストラン、エンターテイメントプログラムに影響はなく通常通り実施され、閉園時間の繰り上げなどは行われなかった。後日使用できる優待パスポートと後日利用可能な優先入場整理券が希望者に配布された。東京ディズニーリゾート関連の停電によるシステム障害は、落雷の影響を除くと2004年10月22日の東京ディズニーシーに続いて2度目となる。なお、事故原因はバックステージにある特別高圧変電所の移転作業中に配電システムの接続不備があったため、配電先の圧縮空気製造機器が停止、アトラクションの空圧が喪失したことにより一斉に複数のアトラクションで非常停止機能が実行されたものであった。
- 2008年（平成20年）1月3日 : 14時30分ごろ、アドベンチャーランドにあるアトラクション「スイスファミリー・ツリーハウス」3階から出火。17平方メートルを焼いて消し止められた。周辺にいたゲスト100人が避難し、現場が一時閉鎖された。ゲストやキャストにけが人はなかった。原因は非公開だが、キャストが駆けつけたとき、電気系統によるトラブルは確認されなかった。この小火騒ぎは、パーク運営時間中に発生した初めての火災事故である[128]。この事故により当該アトラクションは約2週間クローズされた。
- 2008年（平成20年）1月8日 : 14時20分ごろ、「ディズニー・ドリームス・オン・パレード"ムービン・オン"」の公演中にフロートの支柱が折れ、装飾物が約3メートルの高さから地面に落下した（落下事故はパーク開園以来初めて）。見物のゲストらにけがはなかった。このフロートは全17台のフロートのうち1台で、鉄製の支柱（直径約14センチ）を固定している金具が破断し、支柱と先についた惑星を模した強化プラスチック製の球体9つ（計約300キロ）が落ちた。原因は2007年12月に行われたフロートの定期点検の際、内部構造の非破壊検査を本来検査を行う資格のない専門業者の従業員が行ったために適正に行われず、結果この段階であったであろう金具の金属疲労による亀裂を見逃したためである。この事故にともない、「ディズニー・ドリームス・オン・パレード"ムービン・オン"」と「東京ディズニーランド・エレクトリカルパレード・ドリームライツ」の全フロート（計46台）の緊急点検のため、11日までの公演を中止し、安全点検が行われた。
- 2008年（平成20年）3月27日 - 4月19日 : 賞味期限切れの商品「明治ベビーフード赤ちゃん村麦茶」4個を東京ディズニーランド内で販売した。従業員のチェックミスが原因。
- 2009年（平成21年）8月12日 : オリエンタルランドに対して2009年（平成21年）6月18日正午ごろ「（東京ディズニーランドを）閉園しなかったら爆発するぞ」などと電話をかけて脅したとして千葉県警浦安署は12日、威力業務妨害容疑で岐阜県の自称アルバイトの男（35歳）を逮捕した。通報を受けた浦安署員が園内を調べたが不審物は見つからなかった。調べによるとこの男は名古屋市のバス会社に勤務しており、ディズニーランド行きの長距離バスも運転していたが、6月に無断欠勤するようになり、事件3日前の15日に会社を辞めていた。

### 2010年代
- 2011年（平成23年) 3月11日に発生した東北地方太平洋沖地震の影響により、東京ディズニーリゾートを含む東京湾岸の埋立地の広域で液状化現象が見られ、パーク内の施設点検を行うため終日運営を見合わせた[広報 25]。駐車場の一部に液状化の影響がでた以外は大きな損傷は認められなかったが、周辺の環境を配慮したうえ、運営再開は2011年3月21日をめどに発表するとのこと[広報 26][広報 27]だったが、結局未定となった。その後、パーク再開が4月15日と公式に発表された[広報 28]。再開後も、節電のため営業時間の短縮や一部アトラクション・イベントの自粛などを行った。
- 2013年5月17日 : 東京ディズニーランド内のレストラン「キャプテンフックス・ギャレー」で、冷凍食品などに使われている紅ズワイガニを、高級食材の「ズワイガニ」として販売していたことを発表。さらに2013年5月30日、運営会社オリエンタルランドが100パーセント出資していた3つのホテルが、偽装表示をしていたと発表。ホテルは「東京ディズニーシー・ホテルミラコスタ」「ディズニーアンバサダーホテル」「東京ディズニーランドホテル」。ブラックタイガーを「車エビ」、和牛を「国産牛」、国産鶏を「地鶏」などと誤表記していた[129]。
- 2017年（平成29年）3月16日 : 東京ディズニーランドに併設された下水処理施設で乳児の遺体が発見された[130]。身元不明のため、行旅死亡人として、遺体を火葬に付した上で浦安市にて遺骨を保管している旨が同年7月に浦安市長から官報にて公告された[131]。
- 2019年（令和元年）11月1日 : 東京ディズニーリゾート全体でX線手荷物検査機や金属探知ゲート、ハンディ金属探知機による警備強化を実施。金属探知ゲートのカメラ映像はディズニーベースで確認可能。

### 2020年代
- 2022年（令和4年）12月13日 : 15時45分ごろ、当時行われていたパレードに乱入し、公演を妨害したため、同イベントを約6分間中断させたとして、千葉県警浦安署は千葉県内在住の男を威力業務妨害の疑いで逮捕した[132][133]。
- 2023年（令和5年）12月2日 : 同年11月から行われているパレード「ディズニー・クリスマス・ストーリーズ」の中でトナカイの着ぐるみを着たキャラクターがミニーマウスに近づいた上でミニーのスカートをめくり上げている様子を撮影した動画がX（旧・Twitter）に投稿され、批判が殺到した。オリエンタルランドは報道機関の取材に対し、この事実を確認した上で「一部の来場者を不快な気持ちにさせたことをお詫びします」とのコメントを出した[134][135][136]。
- 2024年（令和6年）5月16日 : 当時修学旅行の引率中だった山梨県甲府市の小学校教員が来園中の女性に対してわいせつ行為を行った疑いがあるとして、不同意わいせつの疑いで千葉県警浦安署に逮捕された[137][138]。

## 関連書籍
- 『I love Tokyo Disneyland ′89』講談社、1988年8月。ISBN 4061009958。
- 『I love Tokyo Disneyland 1990』講談社、1989年8月。ISBN 4061047604。
- 『I love Tokyo Disneyland 1991』講談社、1990年7月20日。ISBN 978-4-06-104783-9。
- 『I love Tokyo Disneyland 1992』講談社、1991年7月29日。ISBN 978-4-06-104819-5。
- 『I love Tokyo Disneyland 1993』講談社、1992年8月。ISBN 9784061896895。
- 『I love Tokyo Disneyland 1993 - 1994』講談社、1993年8月。ISBN 9784061048355。
- 『New my Tokyo Disneyland　I love Tokyo Disneyland　1995 - 1996』講談社、1995年8月30日。
- 『New my Tokyo Disneyland　I love Tokyo Disneyland　1996 - 1997』講談社、1996年8月。ISBN 9784063209686。
- 『New my Tokyo Disneyland　I love Tokyo Disneyland　1997 - 1998』講談社、1997年8月。ISBN 9784063209761。
- 『New my Tokyo Disneyland　I love Tokyo Disneyland　1998 - 1999』講談社、1998年8月。ISBN 9784063209846。
- 『New my Tokyo Disneyland　I love Tokyo Disneyland　2000』講談社、1999年8月。ISBN 9784063209945。
- 『New my Tokyo Disneyland　I love Tokyo Disneyland　2001』講談社、2000年10月。ISBN 9784063223521。